# Юкєчєв Віктор Павлович

Ві́ктор Па́влович Юке́чев (нар. 6 листопада 1948, Острог, Ровненьска область, Українська РСР, СРСР) — російський журналіст, медіатренер, брат Юрія Павловича Юкечева.

## Коротка біографія
Народився 6 листопада 1948 в Острозі. У 1974 році закінчив заочне відділення факультету журналістики Ленінградського державного університету.
З 1974 року живе і працює в Новосибірську: газета «Молодість Сибіру» (1974—1979, 1983—1985, кореспондент, завідувач відділом, головний редактор), Агентство друку Новини (пізніше — РІА «Новости», 1985—1993, завідувач західносибірського відділення); перший в Росії міжрегіональний незалежний тижневик «Сибірська газета» (1990—1998, організатор і головний редактор).
У квітні 1990 року «Сибірську газету» намагався закрити Новосибірський обком КПРС — «за дискредитацію партійних і радянських органів». У відповідь комуністи Новосибірська висунули Віктора Юкечева делегатом XXVIII з'їзду КПРС (останнього), на якому Віктор Юкечев разом з головним редактором «Московских новостей» Єгором Яковлєвим видавав опозиційну газету «13-й мікрофон».
З 1999 року — на «тренерській роботі»: Національний інститут преси (1999—2000, директор Сибірського філії); Інститут розвитку преси (2000—2003, директор Сибірського філії); Інститут розвитку преси-Сибір (2003 — теперішній час, директор). З 2006 року — віце-президент Асоціації розвитку преси. Автор і ведучий навчальних семінарів для фахівців ЗМІ. Читає курс «Професійна етика журналіста» в Новому Сибірському Інституті.
З 2009 року — керівник проекту Соціальна правозахисна мережа «Так Так Так».
З 2013 року — директор некомерційного Фонду «Так-так-так».
З 2015 року — член Громадської Колегії зі скарг на пресу.

## Видані книги
- «Прозоре місто проти корупції», 2002. (автор, укладач)
- «Бюджетний процес і журналістське розслідування», 2002. (автор, укладач)
- «Школа економічної журналістики для „чайників“» (CD), 2004 року (автор, укладач)
- «Новосибірська преса на порозі свого 100-річчя». У співавторстві з М. Ликосовим. Глава з книги «Історія міста. Новоніколаєвськ — Новосибірськ». Історичні нариси. Видавничий Дім «Історична спадщина Сибіру». Новосибірськ, 2005.
- «13 кроків до успіху на малому медіаринку» (книга і CD), 2006 (автор, укладач)
- «Газета в освіті на Алтаї», 2006 (автор, укладач)
- «Нове життя старих газет», 2008 (книга і CD, автор, укладач)
- «Proetcontra», 2008 (автор)
- «Місцева газета — ініціатор громадського діалогу», 2009 (книга і CD, автор, укладач)
- "9 +. Нова концепція для місцевих мас-медіа ", 2010 (книга і CD, автор, укладач)
- «Які медіа — таке й суспільство», 2013 (книга і CD, автор, укладач)